# Kaja Juvanová
Kaja Juvanová (* 25. listopadu 2000 Lublaň) je slovinská profesionální tenistka. Ve své dosavadní kariéře na okruhu WTA Tour vyhrála jeden turnaj ve čtyřhře. V rámci okruhu ITF získala sedm titulů ve dvouhře a jeden ve čtyřhře.
Na žebříčku WTA byla ve dvouhře nejvýše klasifikována v červnu 2022 na 58. místě a ve čtyřhře v červenci téhož roku na 97.  místě. Trénují ji Robert Čokan a Antonio Baldellou-Esteva.
Ve slovinském fedcupovém týmu debutovala v roce 2017 základním blokem 2. skupiny zóny Evropy a Afriky proti Norsku, v němž prohrála dvouhru s Astrid Bruneovou Olsenovou. Slovinky odešly poraženy 1:2 na zápasy. Do listopadu 2023 v soutěži nastoupila k devatenácti mezistátním utkáním s bilancí 11–6 ve dvouhře a 6–3 ve čtyřhře.
V juniorském tenise triumfovala se Srbkou Olgou Danilovićovou ve čtyřhře Wimbledonu 2017 po finálové výhře nad americkým párem Caty McNallyová a Whitney Osuigweová. Ovládla také Orange Bowl 2016 v kategorii 18letých. Na juniorském kombinovaném žebříčku ITF nejvýše figurovala v lednu 2017 na 5. příčce.

## Tenisová kariéra
V rámci událostí okruhu ITF debutovala v květnu 2015, když na turnaj ve slovinském Velenje s dotací 10 tisíc dolarů obdržela divokou kartu. Po výhře nad Gabrielou Horáčkovou podlehla ve druhém kole nejvýše nasazené Řekyni Despiře Papamichailové. Premiérový titul v této úrovni tenisu vybojovala během října 2016 na turnaji v Bolu s rozpočtem 10 tisíc dolarů, kde triumfovala ve dvouhře i čtyřhře.
První kvalifikaci na okruhu WTA Tour odehrála na únorovém Hungarian Ladies Open 2018 v Budapešti. Její první kolo nezvládla proti Švýcarce Patty Schnyderové. V hlavní soutěži pak debutovala na antukovém Roland Garros 2019, jenž se zároveň stal prvním grandslamem kariéry. Do dvouhry postoupila po tříkolové kvalifikaci. V její závěrečné fázi sice podlehla první nasazené Bernardě Peraové, ale po odstoupení tří singlistek pronikla do dvouhry jako šťastná poražená. Na úvod však nenašla recept na Rumunku z deváté desítky žebříčku Soranu Cîrsteaovou. O tři týdny později vyhrála první grandslamový zápas, když jako postoupivší kvalifikantka vyřadila ve dvouhře Wimbledonu 2019 Kristýnu Plíškovou z konce elitní stovky. Poté ji přehrála světová desítka a pozdější finalistka Serena Williamsová ve třech setech.
V kvalifikačním kole Australian Open 2020 zdolala Rusku Natalju Vichljancevovou. Na úvod melbournského singlu však uhrála jen dva gemy na ukrajinskou světovou jedenadvacítka Dajanu Jastremskou. Acapulský Abierto Mexicano Telcel 2020 znamenal výhru nad Venus Williamsovou a následnou porážku od krajanky z osmé desítky klasifikace Tamary Zidanšekové. Do druhého kola se probojovala na US Open 2020, kde na její raketě skončila Američanka Usue Maitane Arconadová.

## Finálové účasti na turnajích WTA Tour
| Legenda                  |
| ------------------------ |
| D – dvouhra; Č – čtyřhra |
| Grand Slam (0)           |
| Turnaj mistryň (0)       |
| WTA 1000 (0)             |
| WTA 500 (0)              |
| WTA 250 (0–1 D; 1–0 Č)   |

### Dvouhra: 1 (0–1)
| Stav       | č. | datum           | turnaj             | povrch | soupeřka ve finále  | výsledek                     |
| ---------- | -- | --------------- | ------------------ | ------ | ------------------- | ---------------------------- |
| Finalistka | 1. | 21. května 2022 | Štrasburk, Francie | antuka | Angelique Kerberová | 6–7(5–7), 7–6(7–1), 6–7(5–7) |

### Čtyřhra: 1 (1–0)
| Stav    | č. | datum         | turnaj         | povrch | spoluhráčka          | soupeřky ve finále                | výsledek |
| ------- | -- | ------------- | -------------- | ------ | -------------------- | --------------------------------- | -------- |
| Vítězka | 1. | 7. srpna 2021 | Kluž, Rumunsko | antuka | Natela Dzalamidzeová | Katarzyna Piterová Majar Šarífová | 6–3, 6–4 |

## Finále na okruhu ITF
| Dotace turnajů okruhu ITF | Dotace turnajů okruhu ITF |
| ------------------------- | ------------------------- |
| 100 000 $ tournaments     | 80 000 $ tournaments      |
| 75 000 $ tournaments      | 60 000 $ tournaments      |
| 50 000 $ tournaments      | 25 000 $ tournaments      |
| 15 000 $ tournaments      | 10 000 $ tournaments      |

### Dvouhra: 12 (7–5)
| Stav       | č. | datum         | turnaj                  | povrch | soupeřka ve finále   | výsledek            |
| ---------- | -- | ------------- | ----------------------- | ------ | -------------------- | ------------------- |
| Finalistka | 1. | červen 2016   | Velenje, Slovinsko      | antuka | Gabriela Pantůčková  | 6–4, 2–6, 0–6       |
| Vítězka    | 1. | říjen 2016    | Bol, Chorvatsko         | antuka | Tena Lukasová        | 6–3, 6–1            |
| Finalistka | 2. | březen 2017   | Hammámet, Tunisko       | antuka | Camilla Scalová      | 6–2, 5–7, 2–6       |
| Vítězka    | 2. | červen 2017   | Maribor, Slovinsko      | antuka | Nina Potočniková     | 6–4, 6–2            |
| Vítězka    | 3. | duben 2018    | Balatonboglár, Maďarsko | antuka | Raluca Șerbanová     | 6–4, 6–1            |
| Finalistka | 3. | květen 2018   | Andižan, Uzbekistán     | tvrdý  | Sabina Šaripovová    | 4–6, 2–6            |
| Vítězka    | 4. | červen 2018   | Ystad, Švédsko          | antuka | Andreea Roșcová      | 2–6, 7–5, 6–1       |
| Finalistka | 4. | červenec 2018 | Turín, Itálie           | antuka | Andreea Roșcová      | 1–6, 1–6            |
| Vítězka    | 5. | září 2018     | Bagnatica, Itálie       | antuka | Jasmine Paoliniová   | 6–7(8–10), 6–1, 7–5 |
| Vítězka    | 6. | říjen 2018    | Pula, Itálie            | antuka | Polina Lejkinová     | 3–6, 6–1, 6–2       |
| Finalistka | 5. | březen 2019   | Pula, Itálie            | antuka | Jil Teichmannová     | 6–7(3–7), 0–6       |
| Vítězka    | 7. | duben 2019    | Pula, Itálie            | antuka | Alexandra Cadanțuová | 6–1, 3–0skreč       |

### Čtyřhra (1 titul)
| Č. | datum      | turnaj          | povrch | spoluhráčka     | poražené finalistky              | výsledek         |
| -- | ---------- | --------------- | ------ | --------------- | -------------------------------- | ---------------- |
| 1. | říjen 2016 | Bol, Chorvatsko | antuka | Lea Boškovićová | Mariana Dražićová Ani Mijačiková | 4–6, 7–5, [10–4] |

## Finále na juniorském Grand Slamu

### Čtyřhra juniorek: 1 (1–0)
| Stav    | rok  | turnaj    | povrch | spoluhráčka       | soupeřky ve finále                 | výsledek |
| ------- | ---- | --------- | ------ | ----------------- | ---------------------------------- | -------- |
| Vítězka | 2017 | Wimbledon | tráva  | Olga Danilovićová | Caty McNallyová Whitney Osuigweová | 6–4, 6–3 |